# Accalathura setosa
Accalathura setosa är en kräftdjursart som beskrevs av Brian Frederick Kensley 1984. Accalathura setosa ingår i släktet Accalathura och familjen Leptanthuridae. Inga underarter finns listade i Catalogue of Life.